# 2015年國際足協女子世界盃決賽
2015年國際足協女子世界盃決賽於該年7月5日在加拿大溫哥華卑詩體育館舉行，此賽事將決定第七屆女子世界盃冠軍得主。與上一屆世界盃決賽相同，本屆決賽球隊仍為美國與日本，兩支呼聲極高的強勁隊伍再度於世界盃決賽舞台一較高下。本屆賽事的冠軍隊伍無論是哪一方都將創下女子世界盃的重大紀錄：若為美國隊獲勝，將產生第一支奪冠三次的女子世界盃冠軍隊伍；反之，若是日本隊獲勝，佐佐木則夫將會是第二位在世界盃足球賽連續奪冠兩次的總教練，上次則是義大利總教練維托里奧·波佐在1934年與1938年世界盃達成此紀錄，且男、女子世界盃都將各有一位代表人物獲得此項榮譽。
由於本屆賽事的參賽隊伍從16隊擴增至24隊，這是決賽隊伍首次必須在世界盃會內賽參加滿七場比賽才得以決定勝負。美國隊曾三度闖進決賽，並勇奪兩次世界盃冠軍（1991年、1999年）與一次亞軍（2011年）；日本隊則是連續第二次闖進決賽，也是繼2003年、2007年的冠軍隊伍德國隊以後，成功晉級決賽並挑戰兩奪世界盃冠軍的衛冕球隊。美國與日本兩隊均達成六場比賽不敗，美國隊在七場比賽中僅在分組賽打平一局，其餘六場均勝利；日本隊則是在決賽前的連續六場比賽皆勝利。
決賽結果為美國以5比2大勝日本，這是美國隊繼1999年世界盃後終於又在決賽中取得勝利，她們成為了首支在女子世界盃橫掃三座冠軍的隊伍。

## 賽前提要

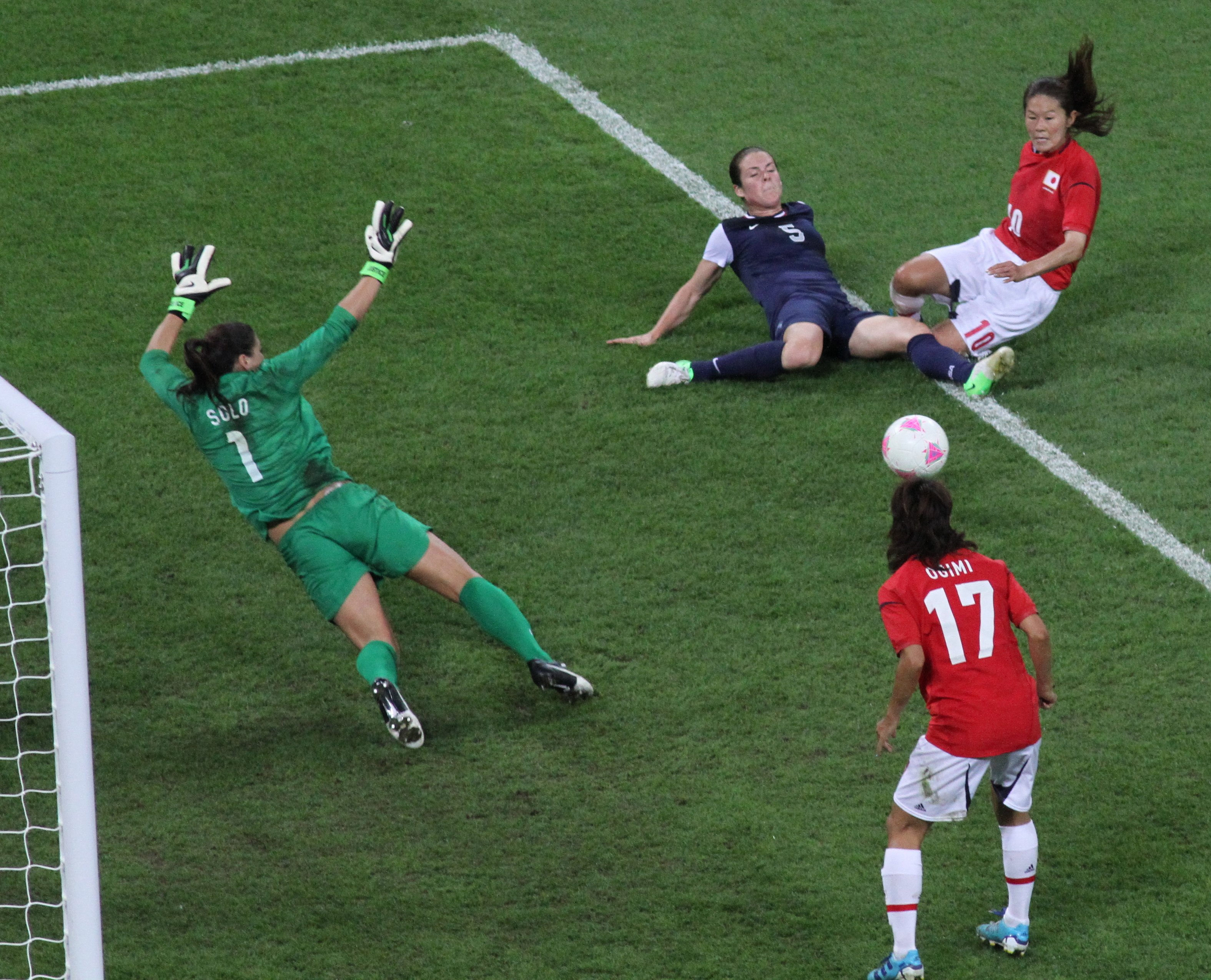
2012年倫敦奧運金牌戰的霍普·索洛（背號1）、大儀見優季（背號17）、凱莉·奧哈拉（背號5）與泽穗希（背號10）

在本屆世界盃以前，美國與日本曾在過去的世界盃賽事三度交鋒。1991年，美國在分組賽以3比0擊敗日本；1995年在半準決賽更是以4比0毫不留情地完勝日本；16年後，日本終於在2011年決賽的點球大戰中以3比1打敗了過去20年的世仇美國。兩隊在其他國際賽事也曾交手過幾次：2012年奧運金牌戰，美國以2比1戰勝日本；同年的阿爾加維盃，日本以1比0獲勝；而最近一次是2014年阿爾加維盃，兩隊均0分打平。美國與日本是本屆世界盃聲望極佳的隊伍之二，截至該年3月15日，前者在國際足協排名位居第二，後者位居第四，並且為本屆賽事的衛冕球隊。
美國是第一、第三屆世界盃的冠軍隊伍，1991年決賽，米歇爾·埃克斯梅開二度幫助美國以2比1險勝挪威。1999年決賽，身為東道主的美國在加州玫瑰碗球場對陣中国，比賽於正規時間及加時賽皆無人進球，隨後進入點球大戰，最終美國以5比4戰勝中國，奪下第二座世界盃冠軍；日本是連續第二次晉級決賽，上一屆世界盃是她們首次奪冠，也創下首次有亞洲國家隊伍在世界盃足球賽奪冠的紀錄。本屆賽事為兩支隊伍第3次在大型國際賽事決賽上碰面，前兩次為2011年世界盃與2012年奧運。
2015年6月30日，國際足協主席塞普·布拉特宣布他將不會出席在溫哥華舉行的決賽，將由副主席伊薩·哈亞圖代表出席與授獎。

## 晉級之路

### 美國
美國以連續六場不敗（五勝一平）且僅失一球的戰績闖入決賽，門將霍普·索洛更在五場比賽中零封對手。
美國與澳大利亚、瑞典和奈及利亞同為D組隊伍。美國對陣澳大利亞的第一場分組賽在溫尼伯體育場舉行，梅根·拉皮諾在上半場第12分鐘打入一球，澳大利亞的麗莎·德凡納在第27分鐘將比分扳平；下半場第61分鐘，克麗絲滕·普雷斯攻入一球幫助美國比分領先對手，第78分鐘，拉皮諾梅開二度，美國最終以3比1戰勝澳大利亞，順利收下3點積分。第二場分組賽仍是在溫尼伯體育場舉行，而這次對上實力堅強的瑞典，勢均力敵的兩支隊伍在90分鐘內均無成功破門，各自收下1點積分而歸。美國的最後一場分組賽在卑詩體育館舉行，第三位對手是奈及利亞，隊長阿比·瓦姆巴赫在第45分鐘打入該場比賽唯一的進球，幫助美國收下勝方的3點積分。美國以D組第一之姿出線淘汰賽，下一回合的十六強賽將對陣F組的第三名——哥倫比亞。
美國前往大英國協體育場參加淘汰賽的第一回合，下半場第46分鐘，哥倫比亞門將卡塔利娜·佩雷斯在禁區絆倒亞歷克斯·摩根被發紅牌出場且讓美國獲得十二碼機會，隊長溫巴赫主罰但射偏，美國錯失一次點球機會。第53分鐘，摩根獨自攻入一球。第65分鐘，拉皮諾在禁區內被絆倒，美國再度獲得十二碼機會，這次由卡莉·勞埃德主罰，她成功打入她在本屆賽事的第一顆進球，最終美國以2比0擊敗哥倫比亞，前進下回合在蘭斯頓體育場對陣中國的半準決賽。勞埃德在半準決賽下半場第51分鐘打入一記頭槌致勝球，美國以1比0擊退中國。在蒙特婁奧林匹克體育場舉行的準決賽，美國對上的是國際足協排名世界第一的德國，世界前兩名的頂級球隊在上半場皆採取強烈攻勢但無人進球，美國多次射正均被門將娜丁·安格勒擋下。第67分鐘，摩根在禁區內被安妮克·克拉恩撞倒，美國獲得十二碼機會，勞埃德點球成功，這是她在本屆賽事的第3顆進球。第75分鐘，凱莉·奧哈拉替補登場，她在第84分鐘接到勞埃德的精準傳中，並大腳將球送進球門得分，美國最終以2比0戰勝德國，順利晉級決賽。

### 日本
日本同樣也是以連續六場不敗的戰績晉級決賽，且在該六場比賽中均以一分之差險勝對手，總計僅失三球。
日本與瑞士、喀麥隆、厄瓜多同為C組隊伍。第一場對陣瑞士的分組賽在卑詩體育館舉行，上半場第28分鐘，前鋒安藤梢嘗試攻門時被瑞士門將盖勒·塔尔曼以膝蓋撞擊其右大腿，裁判立即掏出黃牌並給日本一次十二碼機會。第29分鐘，邊鋒兼隊長宫间绫主罰十二碼成功，日本以1比0得勝並收下3點勝利積分。第二場分組賽同樣在卑詩體育館舉行，這次迎面而來的是喀麥隆，開賽第6分鐘，中場鮫島彩在無人防守的情況下打入一球，第17分鐘，前鋒菅澤優衣香接到宫间绫的精準傳中並以頭槌攻門，日本已領先兩分。下半場喀麥隆採取積極攻勢，總共射門20次卻在比賽最後一刻才反攻一球，日本最終以2比1險勝喀麥隆，再度收下3點積分。對陣厄瓜多的最後一場分組賽在溫尼伯體育場舉行，中鋒大儀見優季在上半場第5分鐘打入本場比賽唯一的進球，這是日本第三次以高於對手1分的成績獲勝，她們將在下回合的淘汰賽對陣A組的第三名——橘子軍團荷蘭。

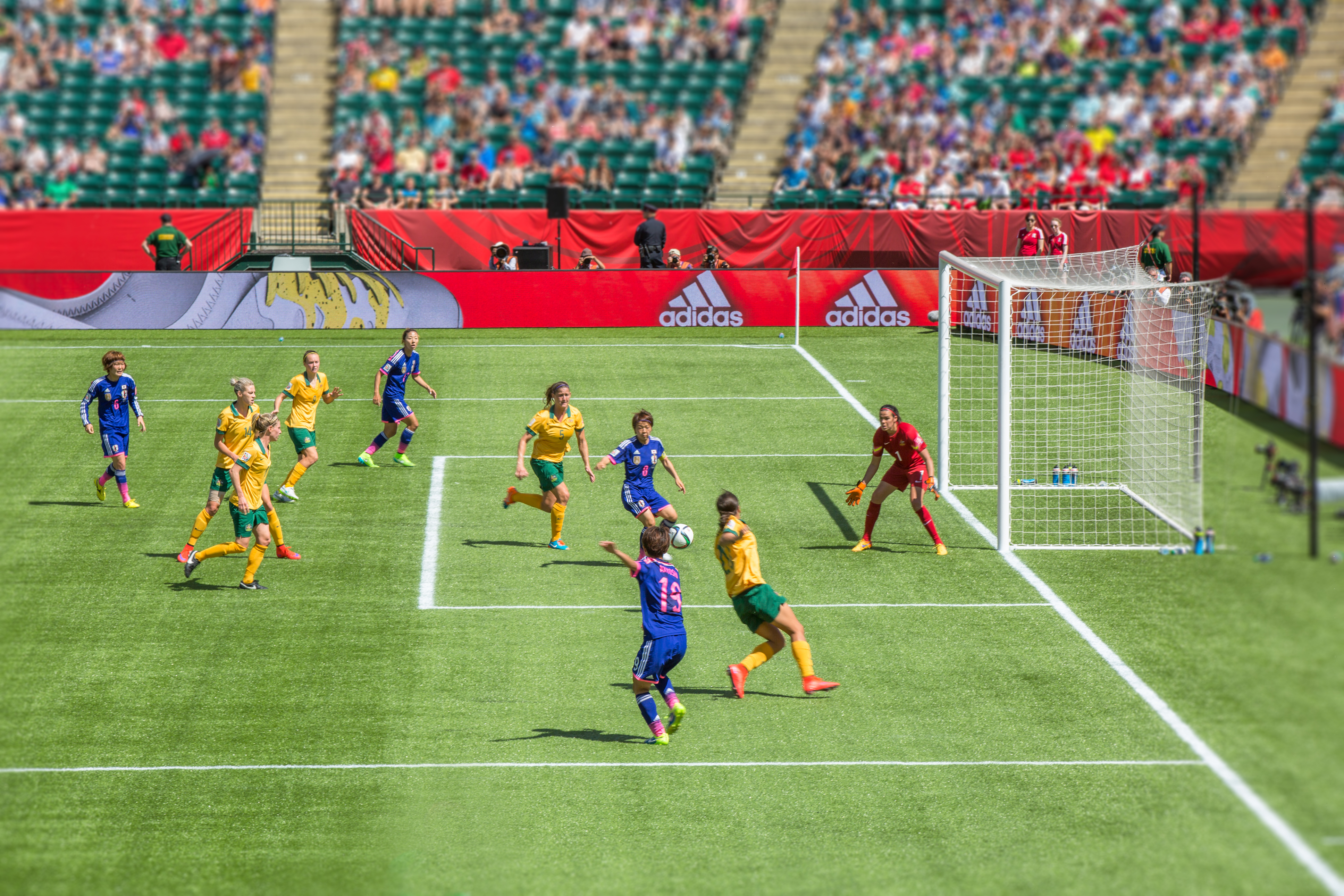
日本在半準決賽對陣澳大利亚。

在分組賽連續取得三場勝利後，日本回到卑詩體育館參加對陣荷蘭的十六強賽。上半場第10分鐘，荷蘭後衛梅雷爾·范東根在禁區內解圍時未將球清開，無意間給對手製造了完美的射門機會，而日本後衛有吉佐織也隨即大腳將球送進球門，成功在比賽先馳得點。第78分鐘，中場阪口夢穗在禁區邊緣的一記遠射再度幫助日本得分。第92分鐘，荷蘭在比賽尾聲也打入一球，不過日本還是以一分之差打敗荷蘭，成功晉級半準決賽。日本前往大英國協體育場對陣不久前才在亞洲盃決賽碰面的澳大利亚，在半準決賽下半場第87分鐘，日本獲得角球機會，雙方球員全體壓制到禁區內爭奪球權，最終由日本前鋒岩渕真奈抓準時機成功破門，日本再度以一分之差贏得勝利。同樣是在大英國協體育場舉辦的準決賽，這次日本對上的是「雌獅軍團」英格蘭，上半場雙方各有一名球員在禁區內被對手絆倒，並獲得十二碼機會，日本前鋒兼隊長宮間綾在第33分鐘主罰十二碼成功，英格蘭中場法拉·威廉斯也在第44分鐘成功點入一球將比分扳平。下半場兩隊持續積極進攻對手大門，英格蘭更是累計射門15次，足足比日本多了兩倍，不過到了比賽尾聲雙方比分仍為1比1持平。而就在下半場補時第2分鐘，英格蘭後衛勞拉·巴西特將球清開時卻意外打入自家大門，比賽也在此時結束，巴西特當場自責地大哭，並在隊友與教練的安撫下離開球場。
這是日本第六次憑著一分之差取勝，也是第二次晉級世界盃決賽，她們即將在卑詩體育館舉辦的決賽上再度與美國一較高下。
| \| 排名 \| 隊伍- 论 - 编 \| 賽 \| 分 \| \| ---- \| ------------- \| -- \| -- \| \| 1 \| 美国 \| 3 \| 7 \| \| 2 \| \| 3 \| 4 \| \| 3 \| 瑞典 \| 3 \| 3 \| \| 4 \| 奈及利亞 \| 3 \| 1 \|資料來源：FIFA |          |    |    |
| 排名 | 隊伍     | 賽 | 分 |
| 1 | 美国     | 3  | 7  |
| 2 |          | 3  | 4  |
| 3 | 瑞典     | 3  | 3  |
| 4 | 奈及利亞 | 3  | 1  |

| 排名 | 隊伍     | 賽 | 分 |
| ---- | -------- | -- | -- |
| 1    | 美国     | 3  | 7  |
| 2    |          | 3  | 4  |
| 3    | 瑞典     | 3  | 3  |
| 4    | 奈及利亞 | 3  | 1  |

| \| 排名 \| 隊伍- 论 - 编 \| 賽 \| 分 \| \| ---- \| ------------- \| -- \| -- \| \| 1 \| 日本 \| 3 \| 9 \| \| 2 \| 喀麦隆 \| 3 \| 6 \| \| 3 \| 瑞士 \| 3 \| 3 \| \| 4 \| \| 3 \| 0 \|資料來源：FIFA |        |    |    |
| 排名 | 隊伍   | 賽 | 分 |
| 1 | 日本   | 3  | 9  |
| 2 | 喀麦隆 | 3  | 6  |
| 3 | 瑞士   | 3  | 3  |
| 4 |        | 3  | 0  |

| 排名 | 隊伍   | 賽 | 分 |
| ---- | ------ | -- | -- |
| 1    | 日本   | 3  | 9  |
| 2    | 喀麦隆 | 3  | 6  |
| 3    | 瑞士   | 3  | 3  |
| 4    |        | 3  | 0  |

## 比賽用球

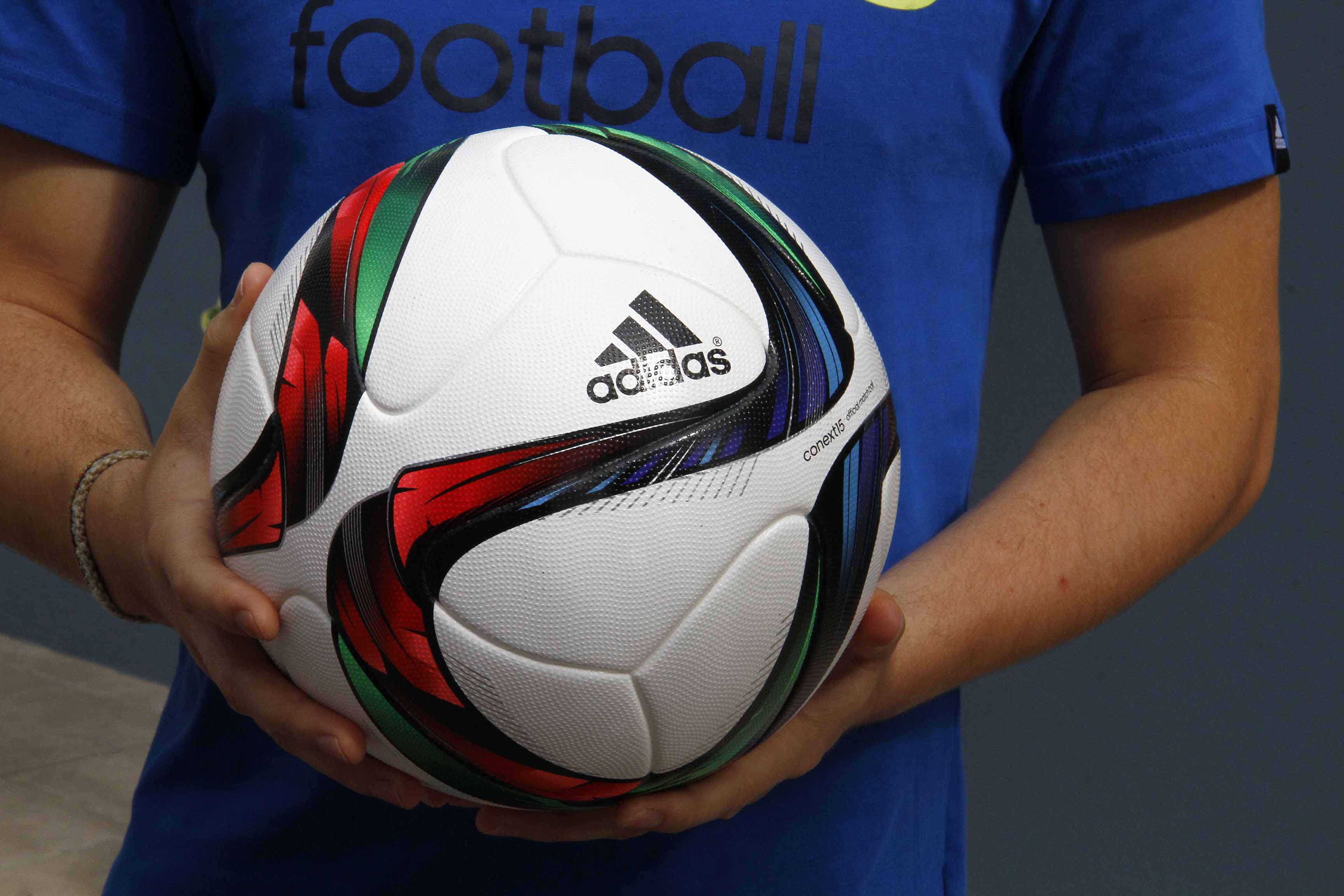
此為「Conext15」，是世界盃其他51場賽事的用球；決賽用球「Conext15 Final Vancouver」使用的是黑、金、紅相間的配色。

2015年6月7日，德國運動用品製造商愛迪達宣布了本屆世界盃的決賽用球「Conext15 Final Vancouver」，這是首次為女子世界盃決賽特製的比賽用球，僅能在7月5日的決賽中使用，其他賽事則使用「Conext15」。
球體本身與2014年世界盃官方比賽用球「森巴榮耀」採用相同的製作技術，並在經過600多名球員與30支球隊測試後才在世界盃賽事中使用。「Conext15 Final Vancouver」的外觀設計結合了象徵決賽的金色鑲邊與代表主辦國加拿大的大地紅色。此外，球體上除了印有愛迪達、世界盃官方Logo與足球名稱等基本樣式以外，也在決賽前幾日印製上決賽隊伍全名、日期與比賽場地等的字樣。

## 裁判

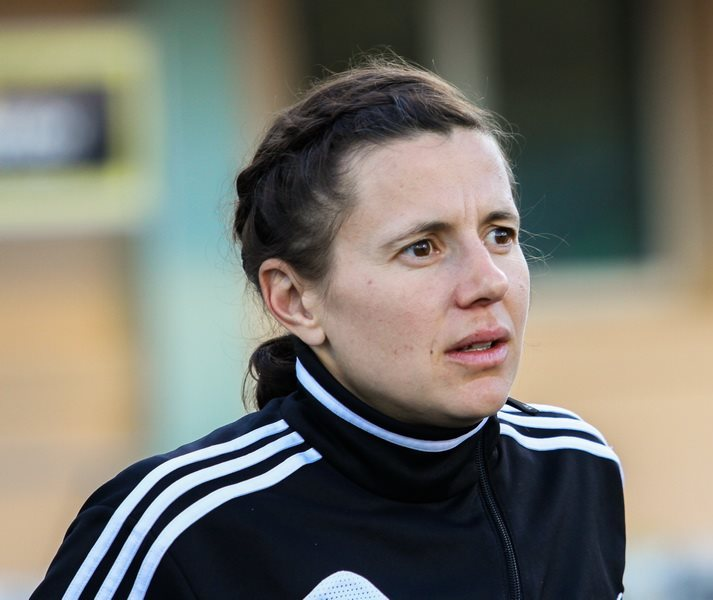
烏克蘭籍裁判卡捷琳娜·蒙祖爾。

本屆決賽裁判為烏克蘭籍裁判卡捷琳娜·蒙祖爾，她是2015年國際足球歷史和統計聯合會（IFFHS）評選的世界最佳女裁判。在本屆世界盃以前，蒙祖爾曾在2013年女子歐洲國家盃準決賽、2014年女子歐冠決賽中執法。本屆世界盃也是她第三次在世界盃相關賽事中執法，2005年至2006年，蒙祖爾執法了2007年女子世界盃的三場歐洲區會外賽；2011年女子世界盃，她在3場分組賽中擔任第四裁判；2015年，蒙祖爾首次在女子世界盃擔任主裁判，且揭幕戰與決賽都是由她執法，她在決賽前的3場比賽一共發出7張黃牌並給了一顆十二碼。
然而，她在揭幕戰判給加拿大的十二碼引起爭議，有些賽事評論員認為她在比賽尾聲判給加拿大的點球不夠公正才讓她們獲勝，不過多數人仍給予蒙祖爾肯定，美國福斯體育播報員喬·馬奇尼克說道：「我認為這根本不是一場有爭議的比賽，引起爭議的是判定點球的時間，如果發生在第31分鐘，我們根本不會談論它。」、「對我來說，無論是第31分鐘還是第90分鐘，這都是一個點球，裁判判得很好。」馬奇尼克補充說道。

## 賽事摘要
2015年夏季，英屬哥倫比亞省森林野火肆虐，強勁的風勢將部分火災產生的濃煙帶進城裡，使得比賽在空氣品質不佳的情況下進行。

### 上半場

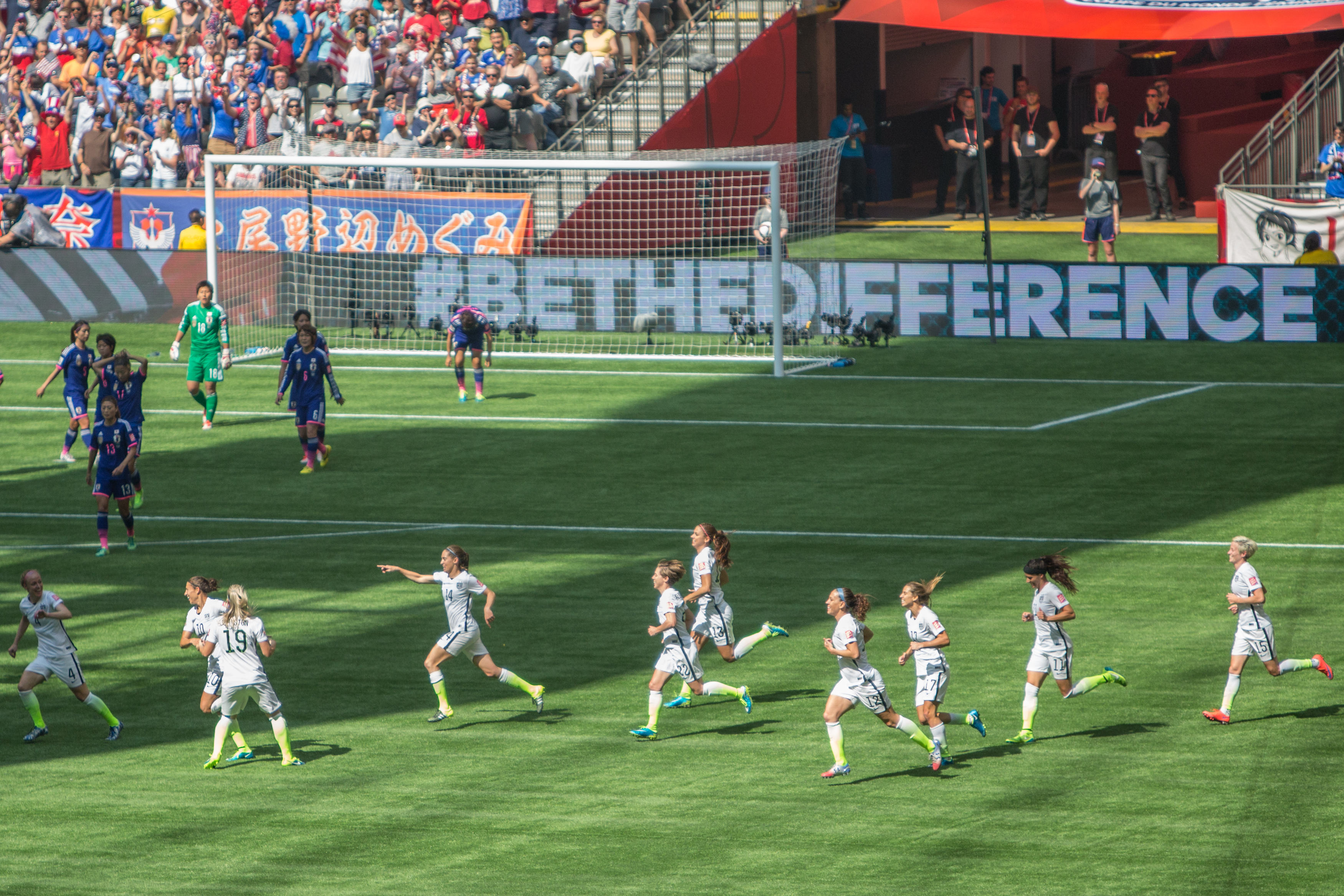
美國隊跑向替補席慶祝卡莉·勞埃德的第二顆進球。

日本率先開球，美國在第2分鐘帶球到對手禁區並取得一次角球機會。梅根·拉皮諾開出地面角球，中鋒卡莉·勞埃德高速衝向禁區將球攻入對手大門，成功在開賽2分鐘半幫助美國隊先馳得點。第4分鐘左右，美國右中場托賓·希思帶球到禁區外被日本後衛鮫島彩推倒，取得自由球機會。勞倫·霍利迪往禁區直開自由球，勞埃德在球門前找到兩名對手之間的防守空隙再度破門，開賽僅4分多鐘便完成梅開二度，場上的美國球員衝向替補席一同慶祝。第13分鐘，日本後衛岩清水梓嘗試以頭槌解圍對手踢入禁區的球，卻意外造成反效果，球向上彈起後直直落下，霍利迪起腳凌空抽射，日本門將海堀步攔截不成，美國隊再得一分。第15分鐘，勞埃德在接近中線的位置起腳遠射，球在空中劃出一道完美的拋物線後彈進球門，勞埃德成為首位在決賽上演帽子戲法的球員。
比賽開始不到20分鐘，美國早已打進4球大幅領先日本，其中3球來自隊長勞埃德，她超越了奧地利的埃里希·普羅布斯特在1954年世界盃完成的史上最快帽子戲法紀錄，普羅布斯特在24分鐘內上演帽子戲法，而勞埃德僅用時16分鐘便達成，打破了普羅布斯特維持近61年的紀錄，更是繼1966年世界盃英格蘭的後睽違50年在決賽上演帽子戲法的球員。勞埃德在第3分鐘的進球也是女子世界盃決賽有史以來最快的進球紀錄，第16分鐘的進球被路透社譽為「女子世界盃史上最難以置信的進球之一」。
第27分鐘，日本右中場川澄奈穗美傳中給在禁區內的前鋒大儀見優季，她身邊的美國中衛在此時滑倒，大儀見優季在禁區12碼處起腳破門得分，為日本隊攻入第一球。第32分鐘及第38分鐘，日本教練佐佐木則夫調動兩名球員，中場泽穗希換下後衛岩清水梓，前鋒菅澤優衣香換下川澄奈穗美。上半場在補時一分鐘後結束，美國以4比1領先日本。

### 下半場
美國隊開球，開賽第4分鐘美國中場摩根·布萊恩大腳遠射被門將海堀步擋下。第50分鐘，大儀見優季被約翰斯頓踩中小腿，日本獲得自由球機會，左中場兼隊長宫间绫將球開進禁區，約翰斯頓嘗試以頭槌解圍反造成烏龍球，日本隊再得一分。第53分鐘，美國獲得角球機會，霍利迪開進禁區中央被門將解圍成功，但球落到布萊恩腳下，她往禁區直塞並助攻希思再為美國攻入一球，也是本場比賽的最後一顆進球。第60分鐘左右，兩隊均調動一名球員，日本前鋒岩渕真奈換下中鋒大野忍，美國後腰凱莉·奧哈拉換下中場拉皮諾。第67分鐘，大儀見優季嘗試攻門被門將霍普·索洛擋下。第78分鐘，美國前鋒阿比·瓦姆巴赫換下中場希思，勞埃德將隊長袖標交給溫巴赫。第81分鐘，泽穗希爭球時用右腳勾住溫巴赫的小腿使其跌倒，裁判卡捷琳娜·蒙祖爾對前者發出黃牌。3分鐘後，岩渕真奈以手臂擊中約翰斯頓的腹部，裁判再度對日本球員發出黃牌。第83分鐘，美國後腰克麗絲蒂·蘭波恩換下中鋒亞歷克斯·摩根。下半場在補時第3分鐘結束，美國以5比2擊敗日本，成為第七屆女子世界盃冠軍得主，
本場比賽的總合進球數是女子世界盃決賽史上最多進球數的一場賽事，不僅追平1958年世界盃的7顆進球數，且勝方與敗方的比分皆相同，當年巴西也是以5比2擊敗瑞典並奪下冠軍。

## 賽事詳情
| 2015年7月5日 16:00 PDT |

| 美国                                         | 5–2  | 日本                                      |
| -------------------------------------------- | ---- | ----------------------------------------- |
| - 勞埃德 3', 5', 16' - 霍利迪 14' - 希思 54' | 報告 | - 大儀見優季 27' - 約翰斯頓 52'（乌龙球） |

| 溫哥華，卑詩體育館 觀眾人數：53,341 ：卡捷琳娜·蒙祖爾（乌克兰） |

| 美國 | 日本 |

| GK         | 1  | 霍普·索洛        |  |     |
| RB         | 11 | 阿莉·克里格      |  |     |
| CB         | 19 |                  |  |     |
| CB         | 4  | 貝姬·索爾布倫    |  |     |
| LB         | 22 | 梅根·克林根伯格  |  |     |
| RM         | 17 | 托賓·希思        |  | 79' |
| CM         | 12 | 勞倫·霍利迪      |  |     |
| CM         | 14 | 摩根·布萊恩      |  |     |
| LM         | 15 | 梅根·拉皮諾      |  | 61' |
| CF         | 13 | 亞歷克斯·摩根    |  | 86' |
| CF         | 10 | 卡莉·勞埃德（C） |  |     |
| 替補球員： |    |                  |  |     |
| DF         | 5  | 凱莉·奧哈拉      |  | 61' |
| FW         | 20 | 阿比·瓦姆巴赫    |  | 79' |
| DF         | 3  | 克麗絲蒂·蘭波恩  |  | 86' |
| 主教練：   |    |                  |  |     |
| 英格兰     |    |                  |  |     |

| GK         | 18 | 海堀步      |     |     |
| RB         | 19 | 有吉佐織    |     |     |
| CB         | 3  | 岩清水梓    |     | 33' |
| CB         | 4  | 熊谷紗希    |     |     |
| LB         | 5  | 鮫島彩      |     |     |
| RM         | 9  | 川澄奈穗美  |     | 39' |
| CM         | 6  | 阪口夢穗    |     |     |
| CM         | 13 | 宇津木瑠美  |     |     |
| LM         | 8  | 宫间绫（C） |     |     |
| CF         | 11 | 大野忍      |     | 60' |
| CF         | 17 | 大儀見優季  |     |     |
| 替補球員： |    |             |     |     |
| MF         | 10 | 泽穗希      | 82' | 33' |
| FW         | 15 | 菅澤優衣香  |     | 39' |
| FW         | 16 | 岩渕真奈    | 85' | 60' |
| 主教練：   |    |             |     |     |
| 佐佐木則夫 |    |             |     |     |

| 最佳球員： 卡莉·勞埃德（美國） 助理裁判： 娜塔莉亞·拉琴斯卡（乌克兰） 約蘭達·帕加（西班牙） 第四裁判： 克勞迪婭·烏佩雷茲（乌拉圭） 第五裁判： 洛蕾托·托洛薩（智利） | 比賽規則： - 正規時間90分鐘。 - 正規時間結束時若無法分勝負，則進入30分鐘的加時賽。 - 當加時賽結束時比分仍打平，將進入互射十二碼環節。 - 替補席上至多12位替補球員。 - 全場比賽至多3次換人機會。 |

### 賽事數據
| 美國   | 美國   | 美國 | 數據     | 日本   | 日本   | 日本 |
| 上半場 | 下半場 | 總計 | 數據     | 上半場 | 下半場 | 總計 |
| ------ | ------ | ---- | -------- | ------ | ------ | ---- |
| 4      | 1      | 5    | 進球數   | 1      | 1      | 2    |
| 9      | 6      | 15   | 射門     | 3      | 9      | 12   |
| 5      | 2      | 7    | 射正     | 3      | 1      | 4    |
| 2      | 2      | 4    | 撲救     | 0      | 4      | 4    |
| 49%    | 47%    | 48%  | 控球比率 | 51%    | 53%    | 52%  |
| 3      | 4      | 7    | 角球     | 0      | 3      | 3    |
| 7      | 7      | 14   | 犯規     | 3      | 7      | 10   |
| 1      | 0      | 1    | 越位     | 0      | 1      | 1    |
| 0      | 1      | 1    | 烏龍球   | 0      | 0      | 0    |
| 0      | 0      | 0    | 警告     | 0      | 2      | 2    |
| 0      | 0      | 0    | 黃牌     | 0      | 2      | 2    |
| 0      | 0      | 0    | 紅牌     | 0      | 0      | 0    |

## 賽後總結

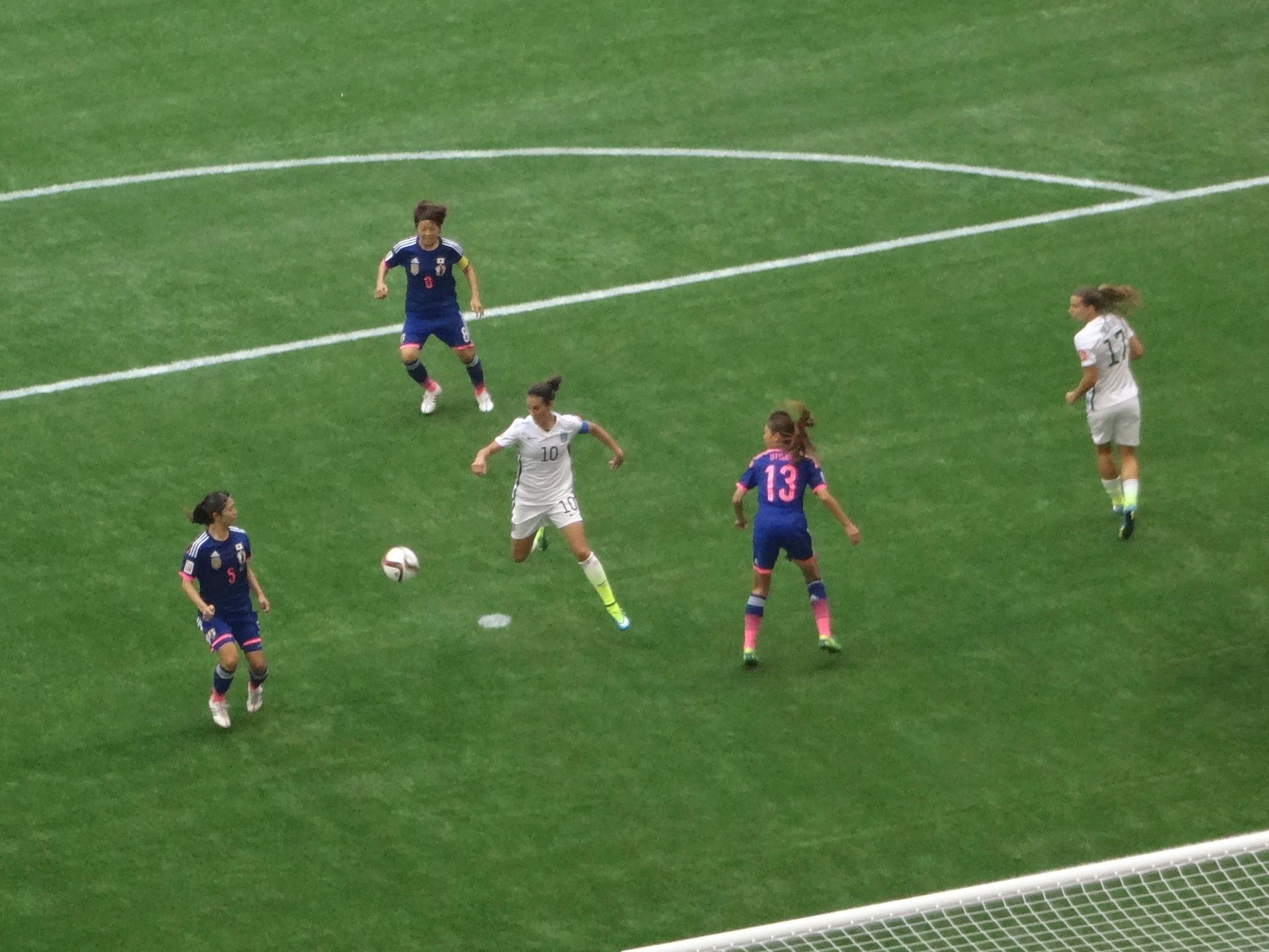
決賽中的卡莉·勞埃德。

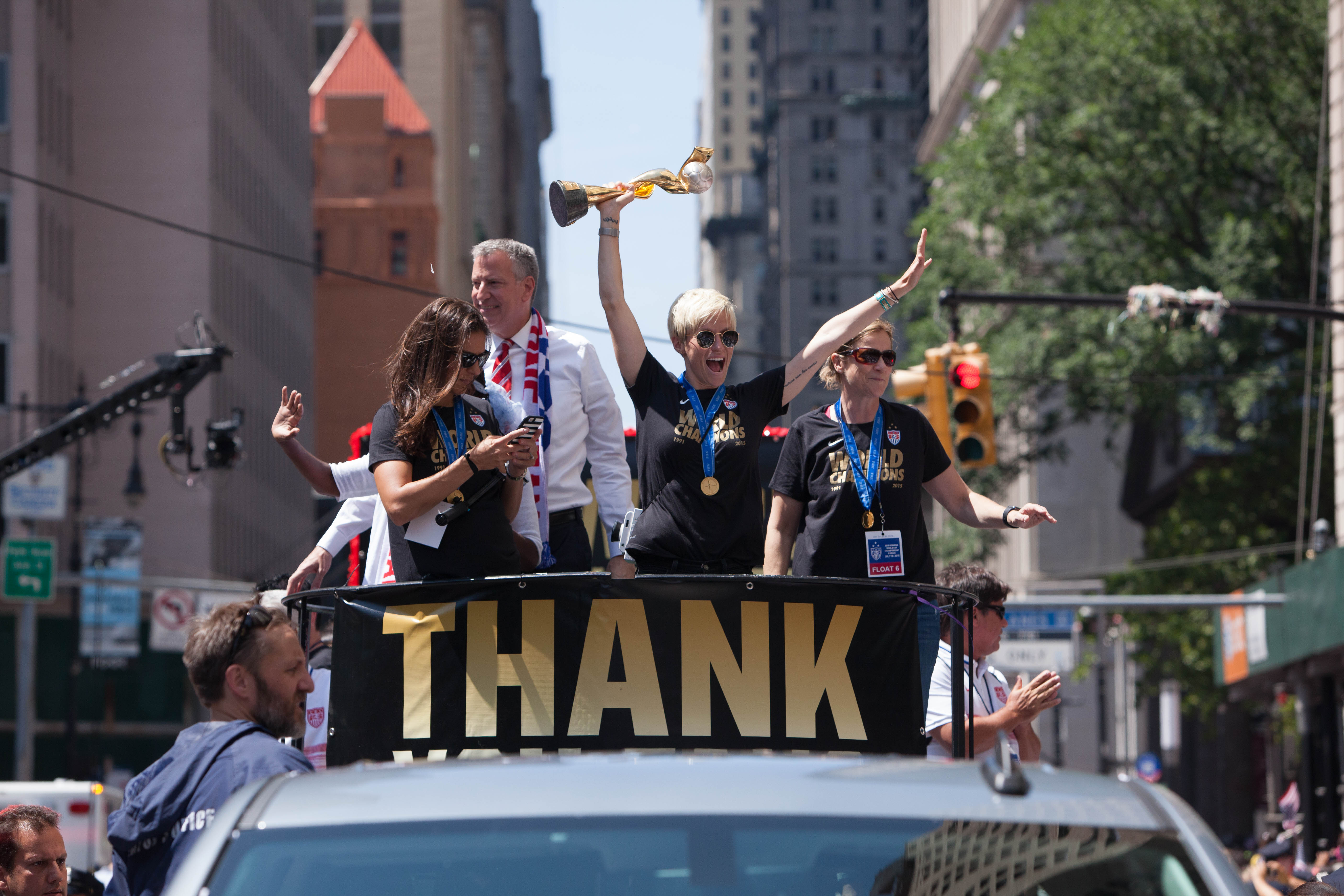
美國隊在紐約街頭的勝利遊行。

本屆決賽刷新了多項女子世界盃歷史紀錄。卡莉·勞埃德在第3、第5和第16分鐘打入的三顆進球是首次有球員在女子世界盃決賽上演帽子戲法，而首次在男子世界盃決賽上演帽子戲法的球員是英格蘭的吉奧夫·赫斯特（1966年），在勞埃德之後則是法國的基利安·姆巴佩（2022年），截至2022年僅有此三位球員在決賽上演帽子戲法。再來，勞埃德以16分鐘突破了男、女子世界盃會內賽有史以來最快完成帽子戲法的紀錄，第二快的是1954年世界盃奧地利的埃里希·普羅布斯特（24分鐘）。而勞埃德如此出色的進球也入選了當年的國際足總普斯卡什獎。
日本前鋒大儀見優季在第27分鐘的進球終結美國門將霍普·索洛嘗試追平德國門將娜丁·安格勒在2007年世界盃長達540分鐘的不失球紀錄。日本中場泽穗希在上半場替補岩清水梓登場；美國後腰克麗絲蒂·蘭波恩是繼1999年美國第二次奪冠後，最後一位服役至今的球員；美國前鋒阿比·瓦姆巴赫在比賽接近尾聲才替補托賓·希思登場，以上三位球員預計是最後一次參加世界盃，蘭波恩也是本屆世界盃年紀最長的參賽球員（40歲）。
美國自1999年以來首次奪得女足兩項重要國際賽事冠軍（2012年奧運金牌和2015年世界盃），而美國隊也超越德國隊成為女子世界盃史上累積進球數最高的球隊。美國5-2日本的比分創下女子世界盃決賽的最高進球數紀錄，也追平了1988年國際女子足球錦標賽（FIFA女子世界盃的前身）美國隊與日本隊的比賽進球數。
本屆FIFA女子世界盃打破了美國人觀看足球比賽（無論男女足）的收視紀錄。根據美國福斯電視網的報導，該電視頻道累計有2540萬名觀眾；美國的西語電視台世界電視網表示其頻道約有130萬名觀眾，總計約2670萬名觀眾一同觀賞這場決賽，使其成為美國史上收視率最高的足球比賽。
美國隊最終在本屆賽事贏得200萬美元獎金，相較之下，2014年世界盃冠軍德國隊的獎金為3千500萬美元獎金，明顯指出足球界仍普遍存在著性別不平等、同工不同酬的情形。即使本屆女子世界盃決賽甚至成為美國史上收視率最高的足球比賽，但是女子足球賽事在財務收入、企業贊助方面還是遠遠少於男子足球賽事。根據福克斯的估計，2015年女子世界盃獲得約1千700萬美元的廣告收入，而2014年男子世界盃光是贊助收入就高達5億2千900萬美元，這對世界上最頂尖的女子球員和球迷來說相當地不公平。
2015年7月10日，美國隊光榮歸國之後在紐約市街頭舉辦盛大的彩帶遊行。這是首次有女性體育隊伍在紐約舉辦勝利遊行，還經過了曼哈頓下城具標誌性的路段「英雄峽谷」（Canyon of Heroes），同時也是繼1984年洛杉磯奧運後，紐約市首次有為了讚揚女性運動員而舉辦的遊行。當日下午，時任紐約市市長比爾·白思豪在市政廳前舉行的表揚儀式中，將紐約市鑰匙頒發給每一位美國隊球員與教練吉兒·伊利斯。當天不僅有紐約市長與其家人一同坐上花車參加遊行，時任紐約州州長安德魯·古莫也親自到場共襄盛舉。

## 外部連結
- 官方網站
- 比賽影像 （页面存档备份，存于）